# Supercoupe de Guinée de football
La Supercoupe de Guinée de football est une compétition de football opposant le champion de Guinée au vainqueur de la coupe de Guinée. Elle marque le coup d’envoi de la saison de football en Guinée.

## Palmarès
| N° | Année   | Vainqueur             | Résultat          | Finaliste             |
| -- | ------- | --------------------- | ----------------- | --------------------- |
| 1  | 2002    | Hafia FC              | 5 - 3             | Satellite FC          |
| 2  | 2003-06 | non attribuée         | non attribuée     | non attribuée         |
| 3  | 2007    | Fello Star            | 1 - 0             | Satellite FC          |
| 4  | 2008    | Satellite FC          | 1 - 1 (5 - 4 TAB) | Fello Star            |
| 5  | 2009    | Fello Star            | 2 - 1             | Baraka Football Club  |
| 6  | 2010    | FC Séquence de Dixinn | 1 - 1 (4 - 2 TAB) | Fello Star            |
| 7  | 2011    | FC Séquence de Dixinn | bt                | Horoya AC             |
| 8  | 2012    | Horoya AC             | 2 - 0             | FC Séquence de Dixinn |
| 9  | 2013    | Horoya AC             | bt                | CI Kamsar             |
| 10 | 2014    | Horoya AC             | 1 - 0             | AS Kaloum Star        |
| 11 | 2015    | AS Kaloum Star        | 0 - 0 (5 - 4 TAB) | Horoya AC             |
| 12 | 2016    | non attribué          | non attribué      | non attribué          |
| 13 | 2017    | Horoya AC             | 1 - 0             | Hafia FC              |
| 14 | 2018    | Horoya AC             | 1 - 0             | Wakrya AC             |

## Bilan
| N° | Club                  | Ville   | Titres (édition)                        | Finales perdues (édition) |
| -- | --------------------- | ------- | --------------------------------------- | ------------------------- |
| 1  | Horoya AC             | Conakry | 5 (2012, 2013, 2014, 2017 , 2018, 2019) | 2 (2011, 2015)            |
| 2  | Fello Star            | Labé    | 2 (2007, 2009)                          | 2 (2008, 2010)            |
| 3  | FC Séquence de Dixinn | Conakry | 2 (2010, 2011)                          | 1 (2013)                  |
| 4  | Hafia FC              | Conakry | 1 (2002)                                | 1 (2017)                  |
| 5  | Satellite FC          | Conakry | 1 (2008)                                | 1 (2002, 2007)            |